# 장식 (남송)

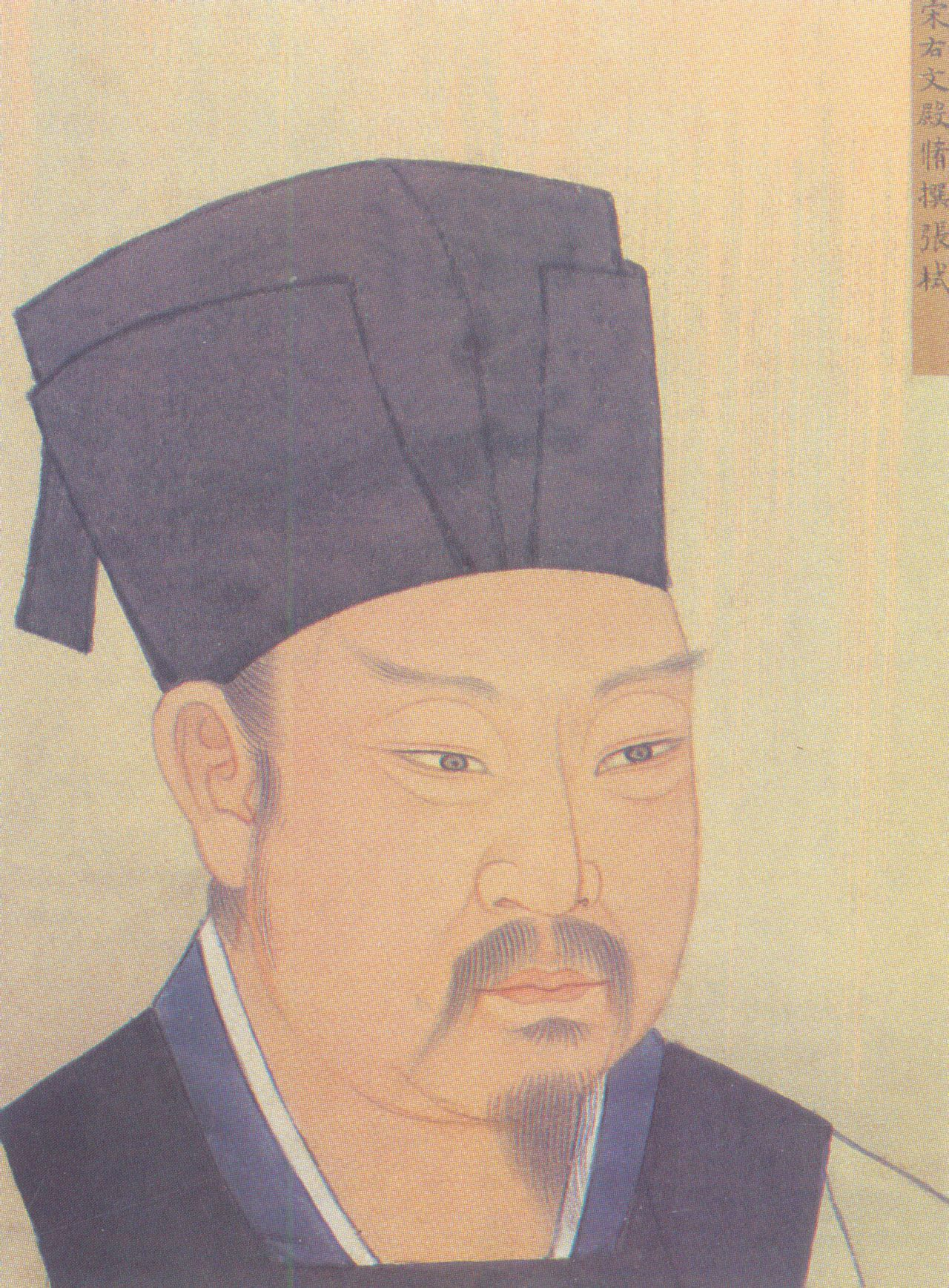
장식

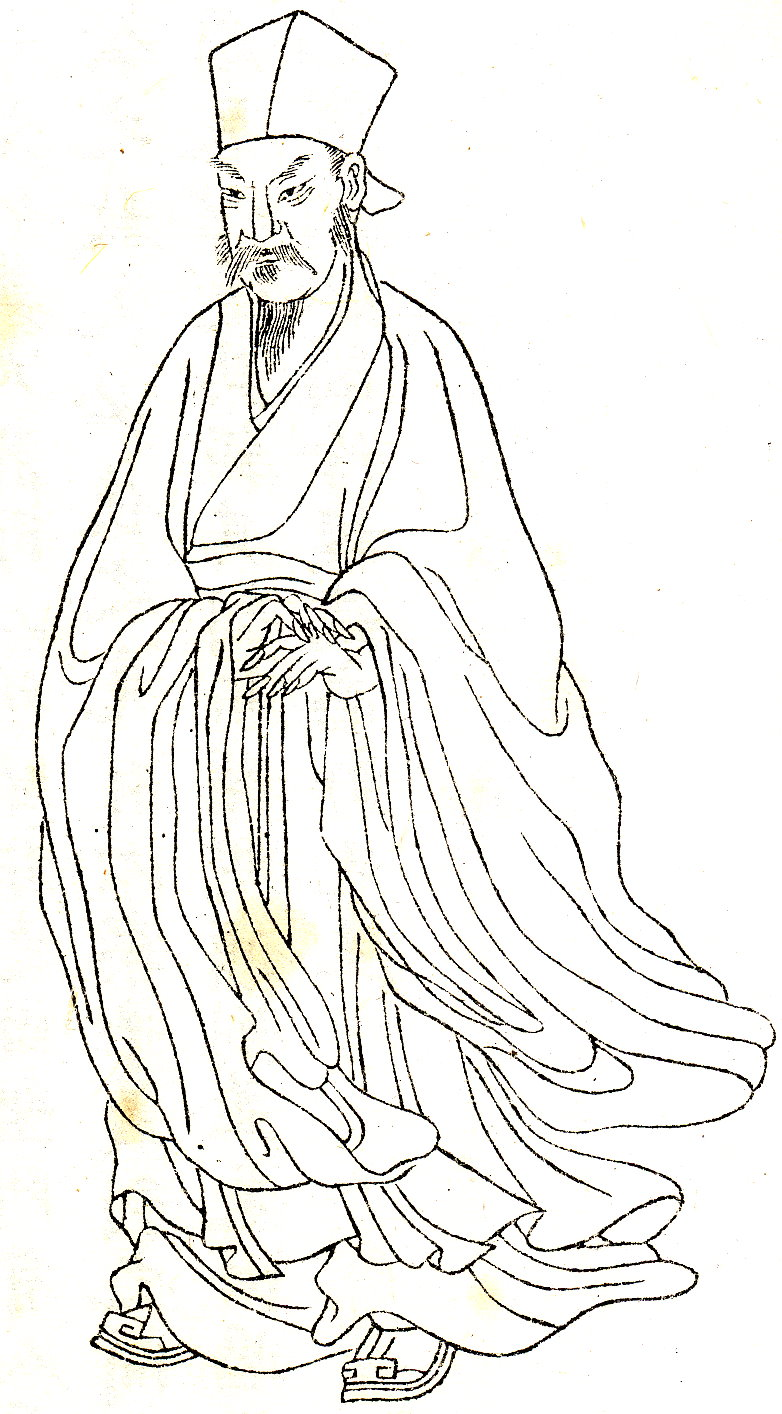
《만소당죽장화전》(晩笑堂竹莊畫傳)에 실린, 장식 초상

장식(張栻, 1133년~1180년)은 중국 남송의 유학자이다. 자는 경보(敬甫), 호는 남헌(南軒)이며, 한주(漢州) 면죽(綿竹) 출신이다. 벼슬이 석문전 수찬(右文殿 修撰)에 이르렀으며, 승상 장준(張浚, 1097~1164)의 아들이다. 송나라 도학의 대가로 손꼽히는 철학자였다. 스승인 호굉의 학문을 이어받아 송나라 호상학파(湖湘學派)를 이끄는 영수가 되었다. 성리학에 관한 지식이 깊고 경(敬) 문제에 관해서는 주자와 자주 논쟁을 벌여 그 학문에 영향을 많이 주었다.

## 생애
장식은 뛰어나게 총명하고 조숙했다. 커서 호굉을 스승으로 모시고 배웠다. 음서로 승무랑에 임명되었고, 남송 효종이 즉위하자, 장식은 젊은 나이에도 조정에 들어가 국사를 논의하는 데 참여하여 임금의 올바른 정치를 도왔다. 뭇 신하들의 기대를 받았으나, 일찍 죽었다. 부친 장준이 주전론을 주장했는데, 장식 또한 효종에게 금나라와 전쟁을 불사하는, 과감한 정책을 제안하기도 했다.

## 사상
유가사상을 바탕으로 인(仁)이 사덕(四德)에서 가장 중요한 것이라 했고, 맹자(孟子)의 성선설(性善設)을 더욱 공고히 하는 이론적 근거를 제시하였다. 사람이 태어나면서 가지고 있는 본성은 하늘에 의한 것이며 따라서 본래 선한 것이라고 했다. 불교에 대해서는 비판적인 입장을 취했다.

## 평가
황종희(黃宗羲)가 말하기를, “주희가 평생에 서로 어울리며 도움을 받았던 사람은 여조겸, 육구연, 장식 등 몇 사람뿐이다. 주희는 여조겸의 잡다함을 지적했고, 육구연의 이론이 선(禪)에 가까움을 지적했으나, 오직 장식에 대해서는 마음 속으로 깊이 감복했다. 한곳에서 말하기를 ‘경부(장식의 자)의 식견은 탁월하여 내가 미칠 수 없다. 오랫동안 그와 사귀며 어울리는 동안 거듭해서 나의 식견을 늘려 준 것이 많았다’고 했으며, 다른 곳에서 ‘경부의 학문은 더욱 높고 견해가 탁월하여, 그 의견은 사람들의 의표를 찌른다. 근래에 그의 말을 읽다 보니, 알지 못하는 사이에 가슴이 탁 트이며 시원해지니, 참으로 탄복할 만하다’고 했다.”
전조망(全祖望)이 평하기를, “장식은 정호와 비슷하고, 주희는 정이와 비슷하다. 그러니, 예전에 장식이 좀 더 오래 살았더라면 학문이 어디까지 나갔을지는 아무도 모른다”고 했다.

## 저서
- 《논어해》(論語解)
- 《맹자설》(孟子說)
- 《경세편년》(經世編年)
- 《수사언인》(洙泗言仁)
- 《남헌문집》(南軒文集)